# Dessin artistique sur ordinateur
Le dessin artistique sur ordinateur est la réalisation d'une œuvre dessinée en utilisant un ordinateur.
Le matériel informatique fournit aux dessinateurs et aux artistes graphiques des outils pour un dessin qui n'aura quelquefois aucune autre existence que numérique.
La bande dessinée en particulier se dessine fréquemment sur ordinateur, passant ensuite directement, s'il y a lieu, à l'impression.

## Moyens techniques
L'ordinateur personnel sert largement pour la conception assistée par ordinateur et le dessin technique. Les fabricants de matériel informatique ont progressivement produit des périphériques mieux adaptés que la souris au dessin d'illustration, pour lequel le regard et la main ont plus d'importance que les abstractions du dessin industriel.
On peut dessiner à l'aide d'un stylet sur la tablette graphique ; cela implique d'apprendre à regarder l'écran de l'ordinateur alors que sur la surface sur laquelle on pose le stylet est ailleurs. Pour faciliter l'usage, on fabrique des tablettes qu'on recouvre d'un papier sur lequel le stylet laisse une marque. L'écran tactile résout mieux cette difficulté.
Des capteurs transmettent à l'ordinateur ou à la tablette tactile la position du stylet, son inclinaison, la force d'appui, etc. Un logiciel éditeur d'image matricielle ou d'image vectorielle transforme ces données en « vecteurs » générateurs de graphisme avec des paramètres que regroupent des « outils » nommés par analogie à ceux du dessin et de la peinture.

## Usages
Pour la bande dessinée, le roman graphique, destinées à l'impression et parfois publiés d'abord sur internet, le dessin sur ordinateur offre une alternative au dessin sur papier scanné et retouché.